# Hans-Peter Friedländer
Hans-Peter Friedländer (Berlín, 6 de novembre de 1920 - ?) fou un futbolista suís, nascut a Berlín, de la dècada de 1940.

## Trajectòria
Com a futbolista va pertànyer al Grasshopper Club Zürich i al FC Lausanne-Sport. També fou internacional amb Suïssa, amb la qual disputà el Mundial de 1950.